# Lauchernalp

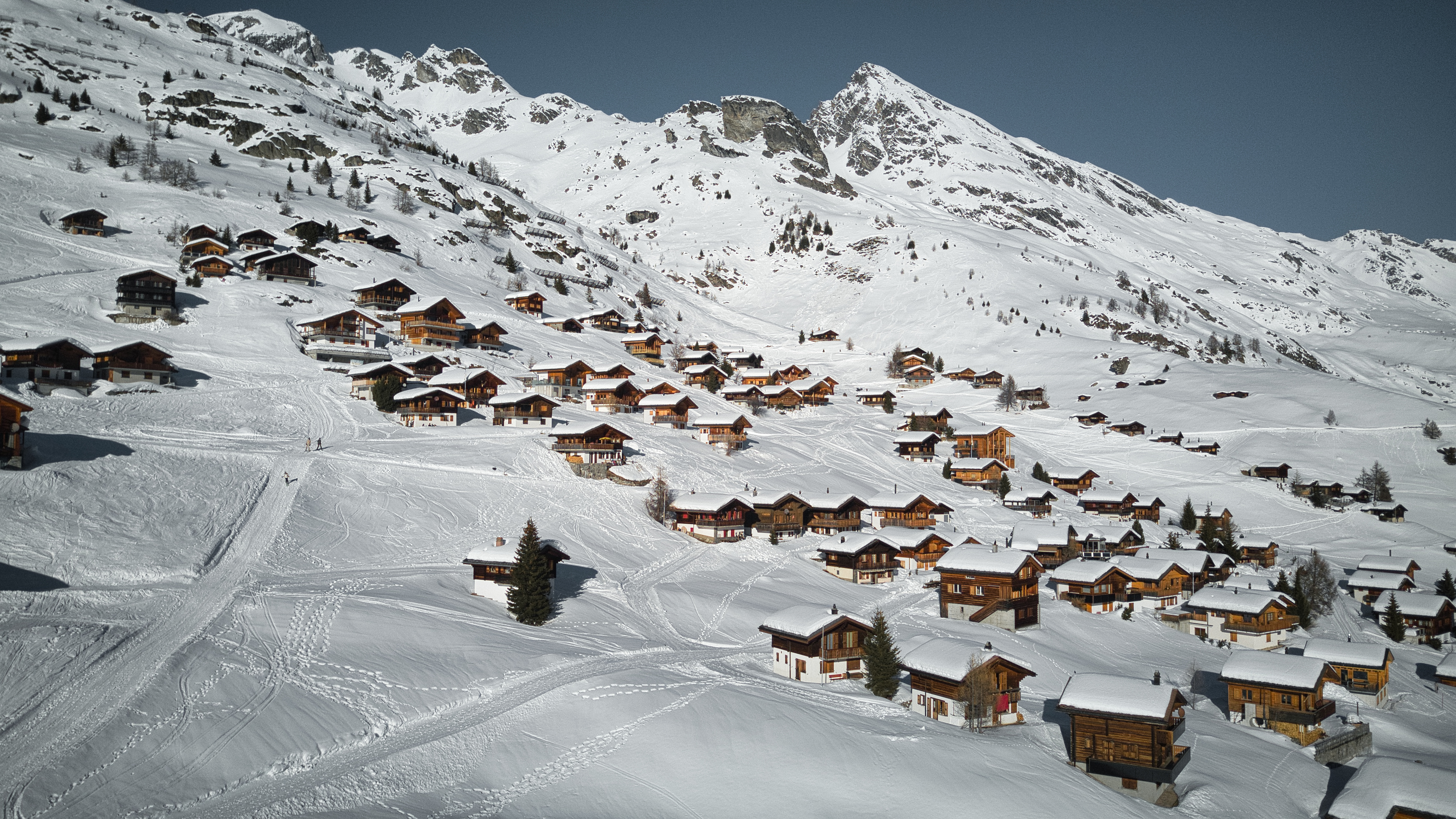
Lauchernalp (2023)

Die Lauchernalp ist eine Alp und eine Feriensiedlung oberhalb der Gemeinde Wiler auf 1969 m ü. M. im Lötschental im deutschsprachigen Teil des Kantons Wallis in der Schweiz.

## Lage und Verkehrsanbindung
Die Lauchernalp liegt auf einer Sonnenterrasse und bietet einen schönen Ausblick auf das Lötschental mit seiner Bergkette vom Bietschhorn bis zur Lötschenlücke.
Das Feriendorf ist durch die 1972 erstellte und 1994 neu gebaute 100er-Panorama-Luftseilbahn von Wiler aus erreichbar. An der Talstation der Pendelbahn stehen ein Parkhaus und offene Parkplätze für Besucher zur Verfügung. Wiler erreicht man mit dem Auto von Süden her über Gampel im Walliser Rhonetal und Goppenstein oder von Norden her durch den Autoverlad der BLS AG von Kandersteg nach Goppenstein. Die Strasse von Goppenstein ins Lötschental ist wintersicher ausgebaut.
Mit dem öffentlichen Verkehr ist die Lauchernalp gut erreichbar. Ab dem Bahnhof Goppenstein fährt das Postauto bis zur Talstation der Luftseilbahn in Wiler.

## Tourismus
Die Lauchernalp ist ein kleiner Ferienort mit einem Hotel, einem Berggasthaus, Restaurants, einem Sportgeschäft und vielen Chalets und Ferienwohnungen.

### Sommer
Die Lauchernalp liegt in einem schönen Wandergebiet. Der Lötschentaler Höhenweg verläuft von der Lauchernalp über die Kummenalp, Restialp und Faldumalp nach Jeizinen (5h30min) oder von der Lauchernalp über die Weritzalp und Tellialp bis zur Fafleralp (2h40min). Dieses Wegstück ist seit 2008 Teil der regionalen Route 56 Lötschberg-Panoramaweg (Kiental–Fafleralp) von Wanderland Schweiz. Der Auf- oder Abstieg ist von allen Talgemeinden möglich.
Passwanderungen führen über den Restipass nach Leukerbad 
oder über den Lötschenpass nach Selden (Kandersteg).

### Winter
Die Lauchernalp ist das Zentrum des alpinen Skisports des Lötschentals. Das Skigebiet bietet 40 km präparierte Pisten sowie ein grosses Freeridegebiet zum Skifahren und Snowboarden. 2003 wurde das Wintersportgebiet Lauchernalp um die Gletscherbahn auf den Hockenhorngrat in 3100 Meter Höhe erweitert und ist damit das sechsthöchste Skisportgebiet der Schweiz (nach Zermatt, Saas-Fee, Verbier, Corvatsch und Saas-Grund). Im Skigebiet stehen eine 15er-Gondelbahn, zwei Sesselbahnen, ein Skilift sowie zwei Zauberteppiche im Kinderskipark Loichiland zur Verfügung.
Vom Hockenhorngrat verläuft der höchste Winterwander- und Schneeschuhweg Europas auf über 3000 m ü. M. um das Hockenhorn hinunter zum Lötschenpass mit der Lötschenpasshütte auf 2690 Meter über Meer.

## Galerie

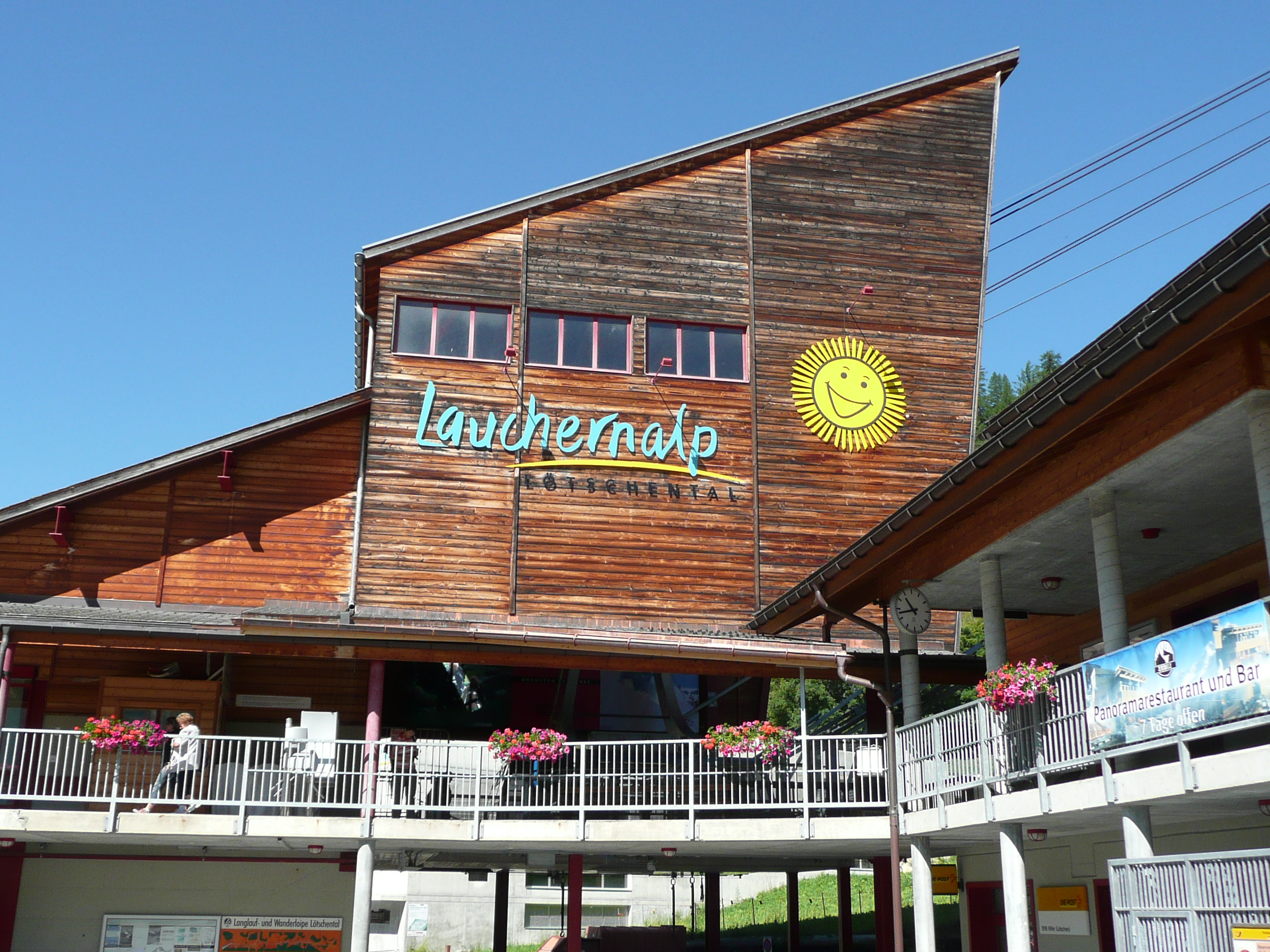
Die Talstation der Luftseilbahn in Wiler
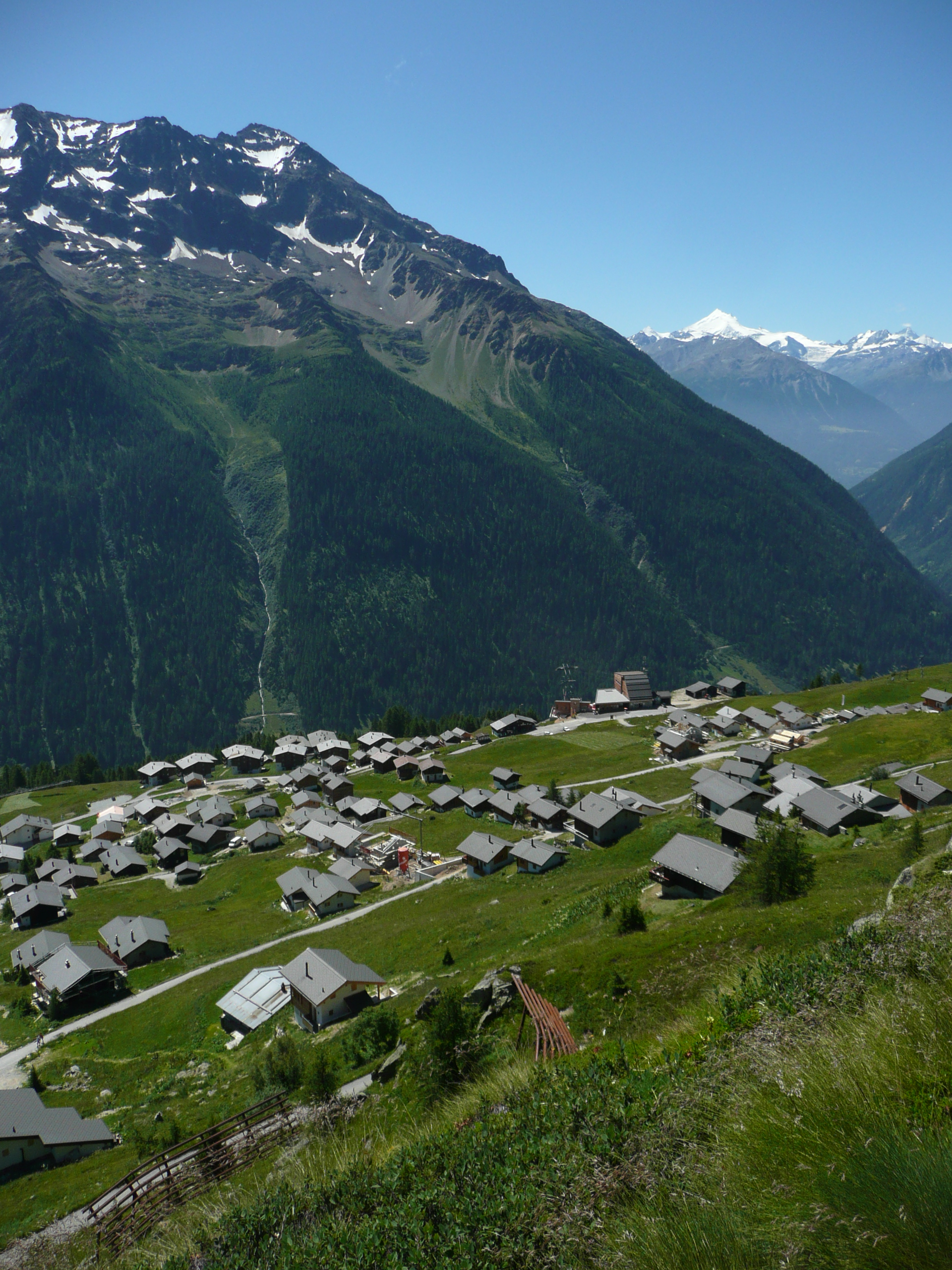
Blick auf die Lauchernalp
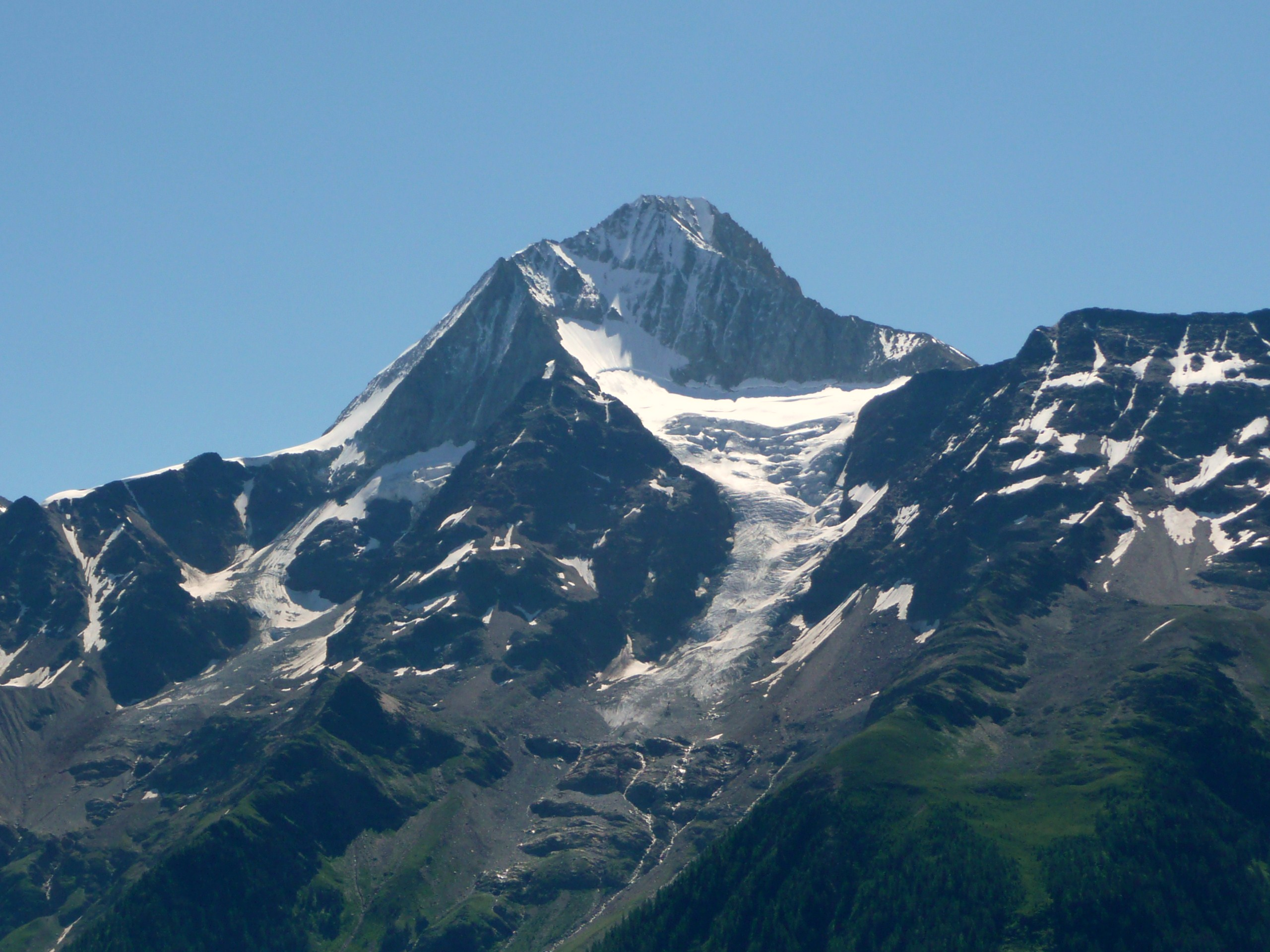
Blick auf das Bietschhorn
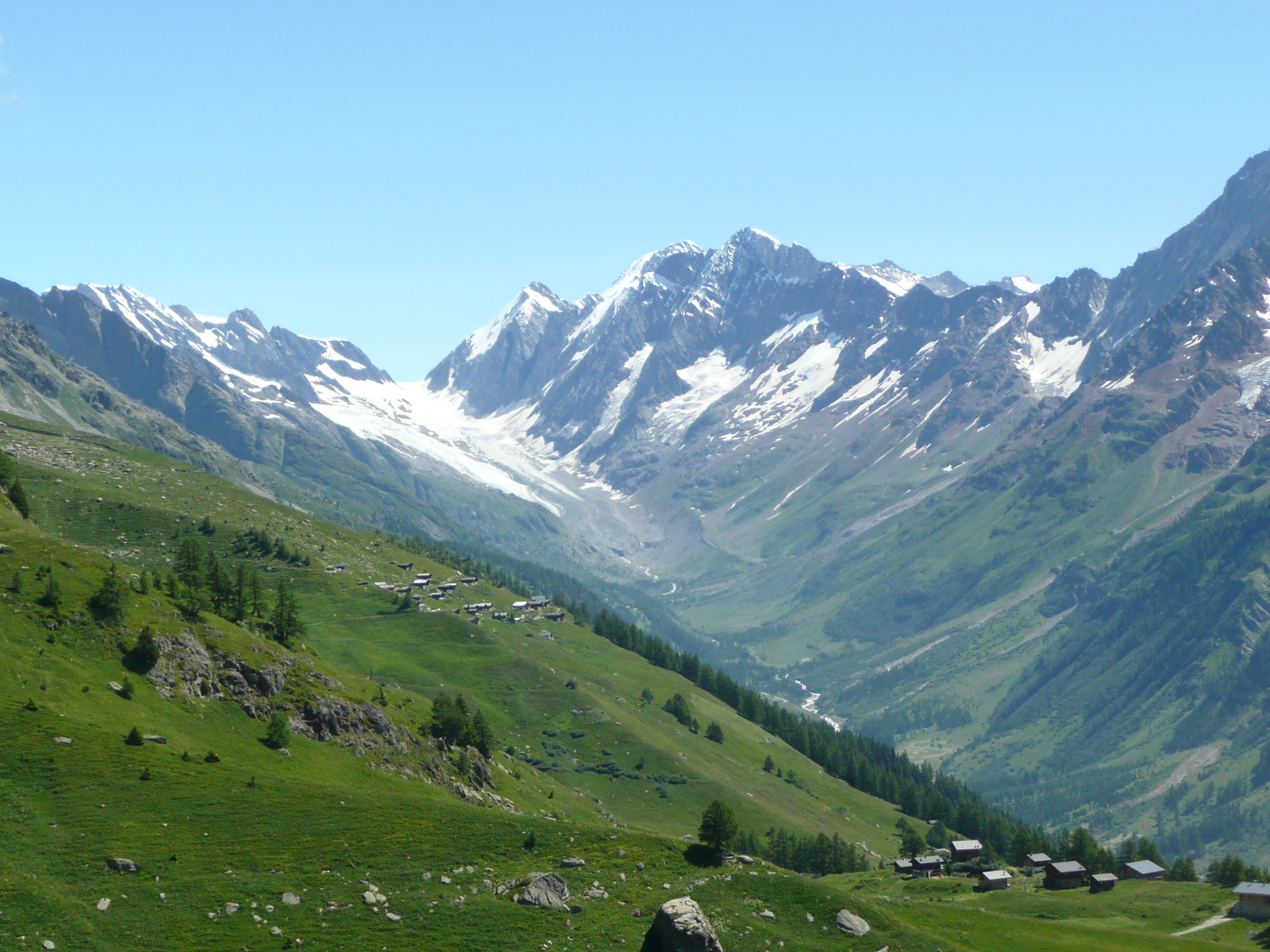
Blick auf die Lötschenlücke
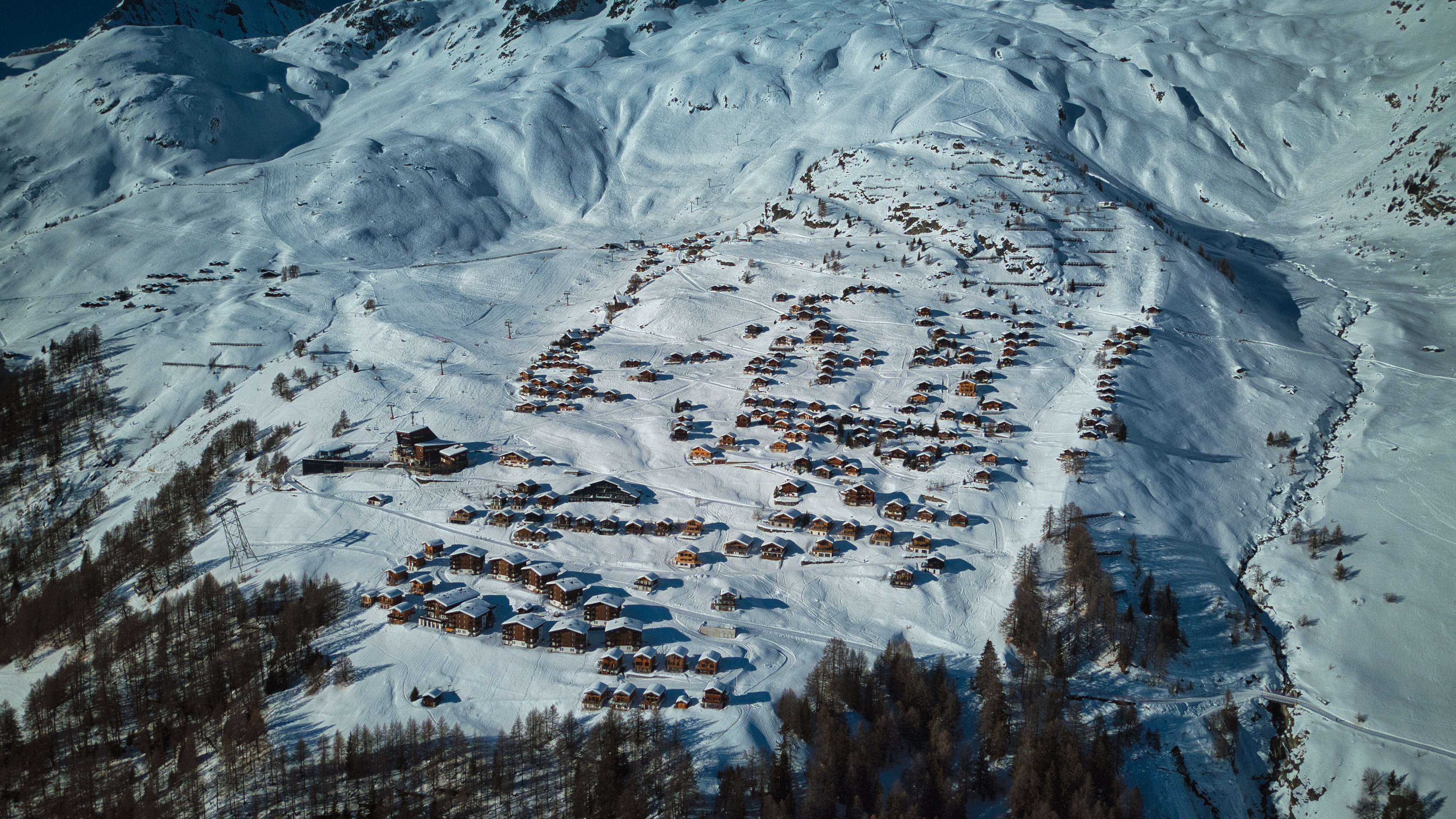
Luftaufnahme Lauchernalp (2023)
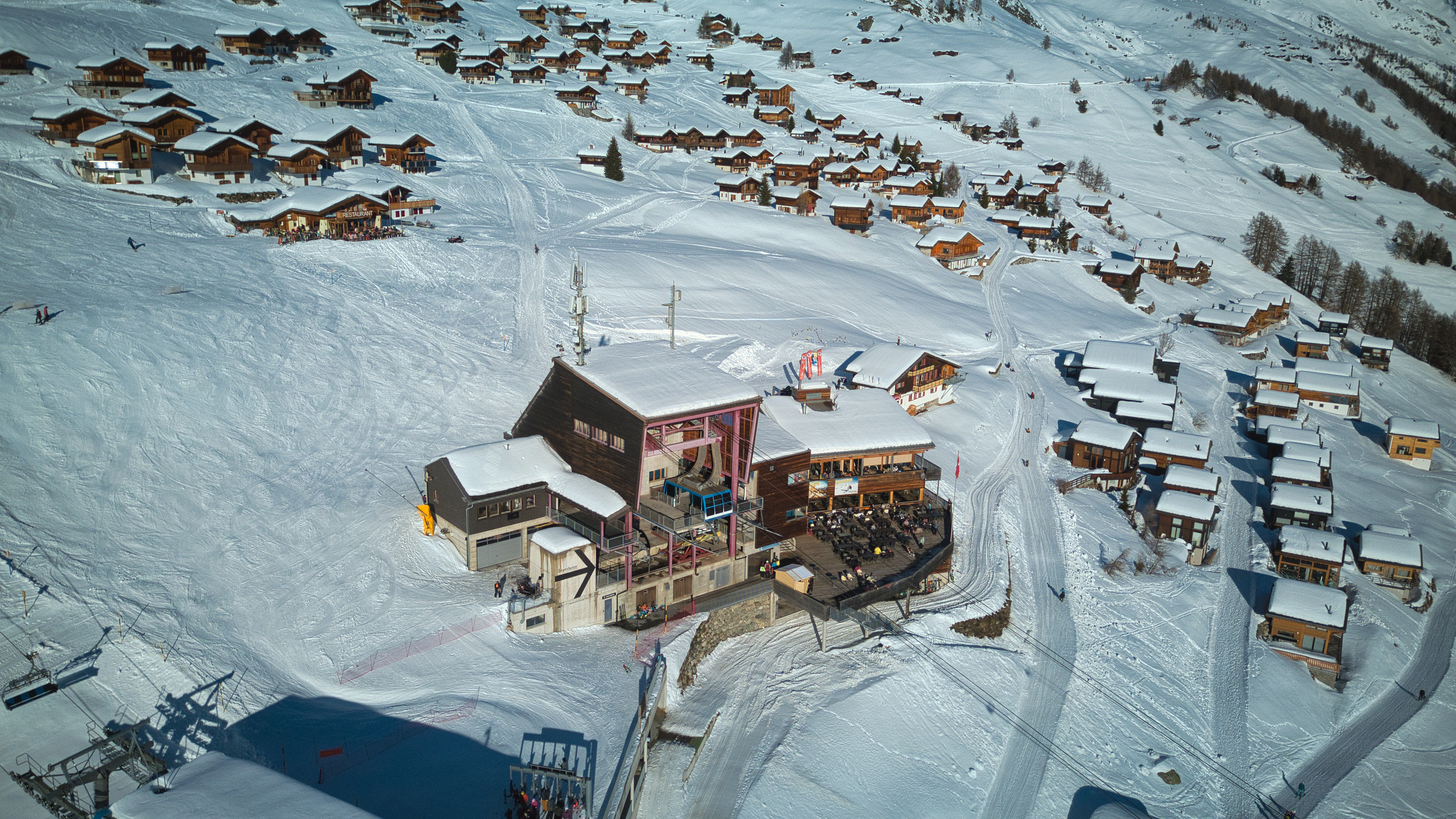
Bergstation Lauchernalp